# Schleimfische
Die Schleimfische (Blenniidae, griech. ἡ βλέννα und τό βλέννος, Schleim), auch Blenniiden, Unbeschuppte Schleimfische oder Nackte Schleimfische genannt, sind eine Fischfamilie aus der Unterordnung der Schleimfischartigen, zu denen zahlreiche Grundfische und Spaltenbewohner der Felsküsten und Gezeitentümpel zählen. Über 350 Arten bevölkern in über 50 Gattungen die Meeresküsten aller Weltmeere, vor allem der tropischen und subtropischen Zonen, und besetzen sehr unterschiedliche ökologische Nischen, beispielsweise über verschiedene Nahrungs-Spezialisierung. Wenige Arten kommen auch im Süß- und Brackwasser vor.

## Merkmale
Schleimfische sind in den meisten Fällen kleine Fische, die größte Art, Xiphasia setifer, erreicht eine Maximallänge von 53 cm. Die meisten Arten bleiben unterhalb von 15 cm. Ihr Körper ist schuppenlos, nur wenige Arten verfügen noch über modifizierte Seitenlinienschuppen. Die Seitenlinie ist nur zu Beginn deutlich. Der Kopf ist meistens stumpf, die Prämaxillare nicht protraktil (nicht vorstreckbar). Auf Stirn und über den Augen sitzen oft artspezifische Hauttentakel. Die Zähne auf den Kiefern sind klein, spitz, feststehend oder beweglich und in einfachen Reihen kammartig angeordnet. Einige Gattungen verfügen über verlängerte Eckzähne, die bei der Gattung Meiacanthus mit Giftdrüsen versehen sind. Das Gaumenbein ist zahnlos, Zähne auf dem Pflugscharbein können vorhanden sein oder fehlen. Die Bauchflossen sitzen kehlständig vor dem Brustflossenansatz. Sie besitzen einen unauffälligen Stachel und zwei bis vier segmentierte Weichstrahlen. Zwei Plagiotremus-Arten fehlen die Bauchflossen. Die Rückenflosse bildet einen langen Flossensaum, der den größten Teil des Rückens einnimmt, und wird von drei bis 17 relativ biegsamen Flossenstacheln und neun bis 119 gegliederten Weichstrahlen gestützt; die Afterflosse hat zwei schwache Flossenstacheln, die bei den Weibchen rückgebildet sind. Die Brustflossen der Schleimfische verfügen über 10 bis 18 unverzweigte Flossenstrahlen. Die Schwanzflosse wird von verzweigten oder unverzweigten Flossenstrahlen gestützt. Die Anzahl der Wirbel liegt bei 28 bis 44 (bis zu 135 bei Xiphasia). Schleimfische sind oft prachtvoll gefärbt.
Ein Basisphenoid (Schädelknochen) ist außer bei den Nemophini immer vorhanden. Die Schwimmblase ist bei ausgewachsenen Schleimfischen meist nicht mehr vorhanden. Ausnahmen sind die Gattungen Phenablennius und Omox, sowie die Tribus Nemophini, wo eine kleine, leicht zu übersehende Schwimmblase vorkommt.

## Lebensweise
Schleimfische sind Bodenbewohner, die vor allem in felsigen Biotopen anzutreffen sind. Die meisten Arten ernähren sich als Aufwuchsfresser von Algen und dem darin enthaltenen Makrozoobenthos, einige Arten sind Planktonfresser, wenige fressen parasitisch Flossen- oder Hautstücke größerer Fische. Schleimfische sind Substratlaicher: die Weibchen legen ihre Eier in die Wohnhöhlen der Männchen, wo sie dann bis zum Schlupf der Larven vom Männchen oder von beiden Elterntieren bewacht werden.

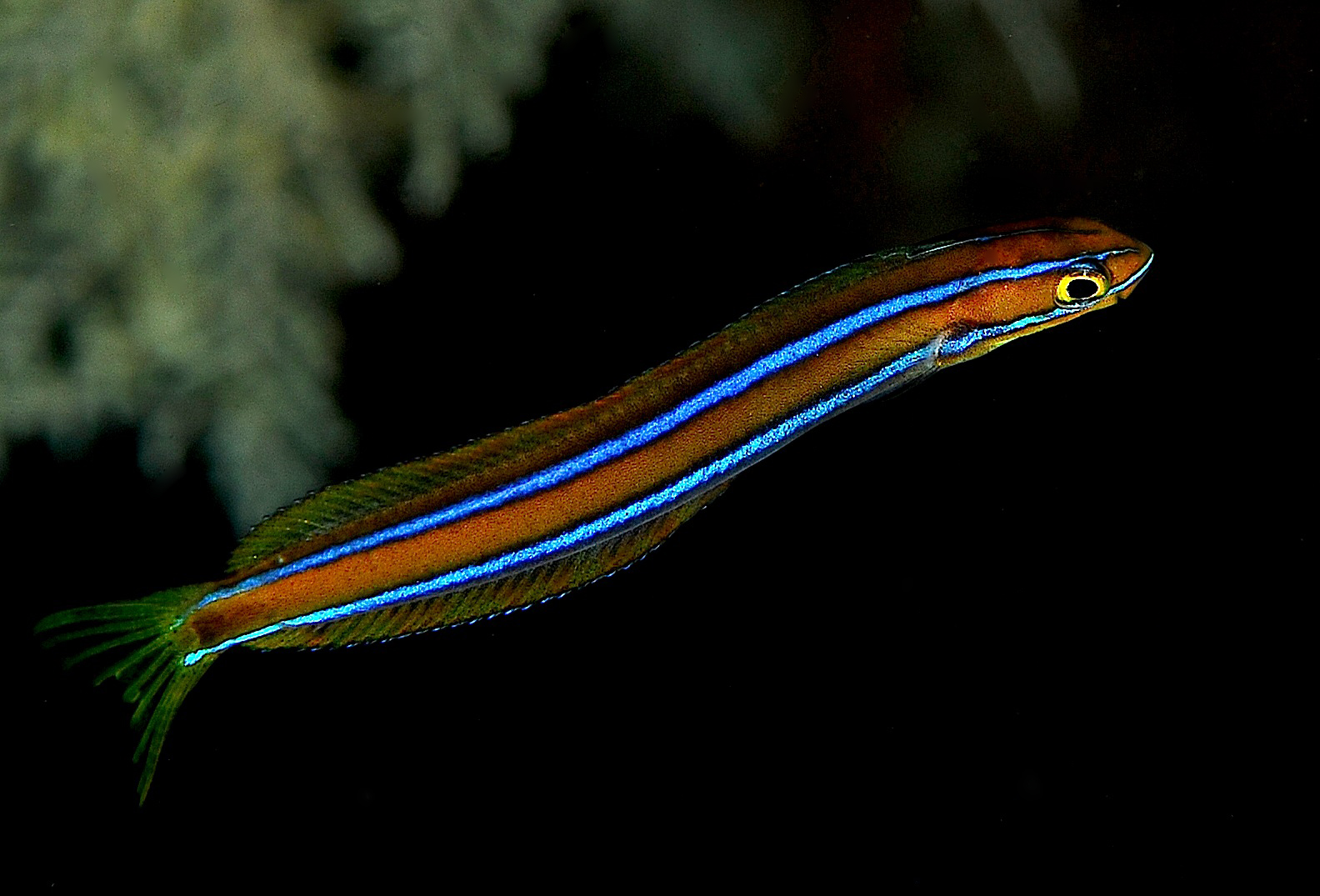
Plagiotremus rhinorhynchos

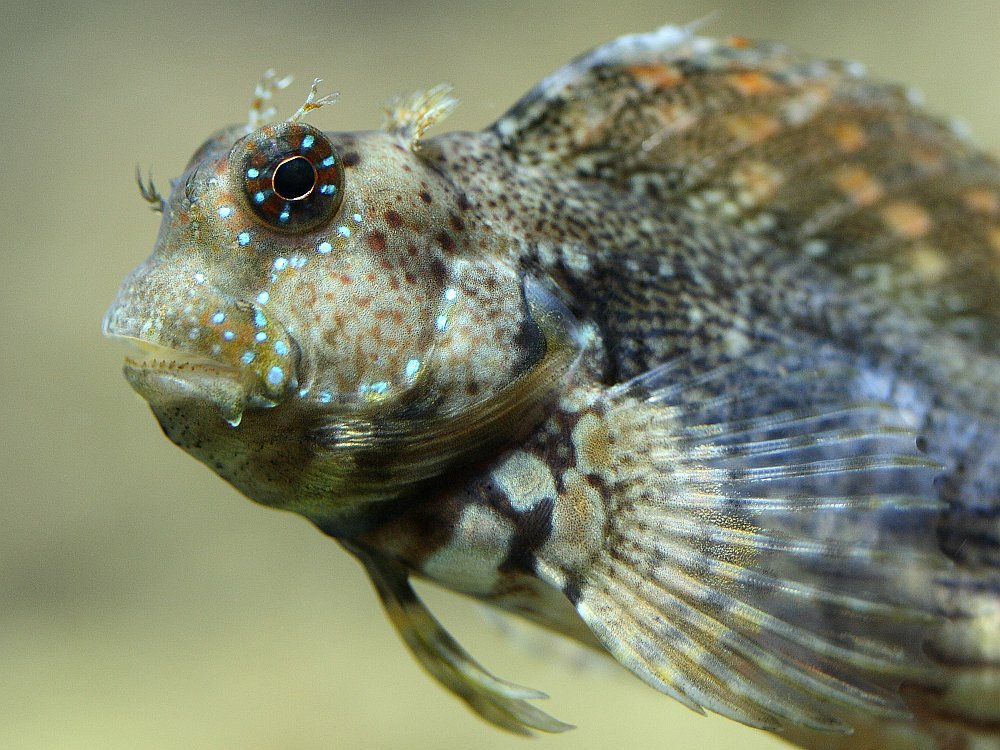
Juwelen-Felshüpfer (Salarias fasciatus)

## Innere Systematik
- Unterfamilie Blenniinae
  - Tribus Blenniini
  - Tribus Omobranchini
  - Tribus Phenablenniini
  - Tribus Säbelzahnschleimfische (Nemophini)
- Unterfamilie Kammzahnschleimfische (Salariinae)